# Форт Фредерик
Форт Фредерик (синг. ත්‍රිකුණාමලය බලකොටුව, там. திருகோணமலை கோட்டை), также форт Тринкомали — форт, построенный португальской колониальной администрацией Цейлона в Тринкомали, Восточная провинция, Шри-Ланка. Строительство было окончено в 1624 году. Форт расположился на священной горе Конамамалай. При строительстве были использованы камни с руин древнего индуистского храма Конесварам (Храм тысячи колонн). Храм был разрушен по приказу португальского генерала Константино де Са-ди-Норонья, захватившего во времена правления Филиппа III царство Джафна и область Малабар на территории острова. Рядом с фортом на мысе Конамалай были также построены деревня для тамильцев и португальцев. В форте расположился гарнизон из 50 солдат, была возведена церковь Девы Гваделупской. В 1665 году старый форт Тринкомали был перестроен и переименован в форт Фредерик.

## История
Во время европейской Тридцатилетней войны у мыса Тринкомали произошло морское сражение. В 1612 году дон Херонимо де Асеведо запросил помощи царя Джафны в строительстве форта, но получил отказ. После поражения царя Санкили II вся территория Джафны, включая Тринкомали и Баттикалоа, были поручены «заботам ордена францисканцев». Такое решение принял епископ Коччи. К концу 1619 года к Тринкомали прибыл небольшой датский флот, в мае 1620 года датчане заняли храм Конесварам и начали работы по строительству укреплений, но вскоре были разбиты португальцами.

### Разрушение храма Конесварам
Индуистский храм подвергся нападению и был разрушен 14 апреля 1622 года, на Тамильский Новый год. Португальцев возглавлял генерал Константино де Са-ди-Норонья, будущий губернатор Цейлона, который называл святилище Храмом тысячи колонн. Главные статуи были вынесены из храма в город для участия в процессии, именно в этот момент португальцы, переодетые в брахманов касты айер, ворвались внутрь и начали разграбление. Затем в религиозном рвении они столкнули остатки строения в море. Бежавшим брахманам удалось спасти часть священных статуй, которые были закопаны в окрестностях. Оставшиеся от храма камни и резные колонны затем использовались при строительстве форта, призванного усилить защиту колонизаторов на восточной морской границе от европейских конкурентов, включая голландский флот, участвовавший в Голландско-португальской войне. Уничтожение пяти сотен индуистских храмов, библиотеки Сарасватхи Махал и принудительное обращение тамильцев в христианство сопровождало покорение португальцами царства Джафа. Храм Конесварам некоторое время оставался нетронутым, так как выплачивал ежегодно 1280 фанамов. Он пережил несколько морских сражений в рамках Тридцатилетней войны, в которых португальские силы возглавлял Филипп де Оливейра. Между 1639—1689 годами возле Тхампалакамама был возведён храм Ати Конанаякар, в котором были собраны уцелевшие идолы Конесварама. Уничтожение храма стало самым крупным разграблением азиатского храма в истории. Всего за несколько часов золото, жемчуг, драгоценные камни и шёлк, собиравшиеся более чем 1000 лет, стали добычей португальцев. Сохранился план храма, на котором упоминаются три пагоды, расположенные на разной высоте на склоне горы, а храм характеризуется как место паломничества индусов со всей Индии. Константино де Са-ди-Норонья в своём донесении королю Португалии Филиппу III писал: «территория храма имеет длину 600 фатомов, в самом широком месте достигает 80 футов, в самом узком уменьшается до 30 футов». Последний монумент храма был разрушен в 1624 году. Де Са-ди-Норонья при строительстве форта среди множества высеченных на камнях надписей обнаружил такую: «Эту пагоду построил Кулакоттан...».

### 1624—1639

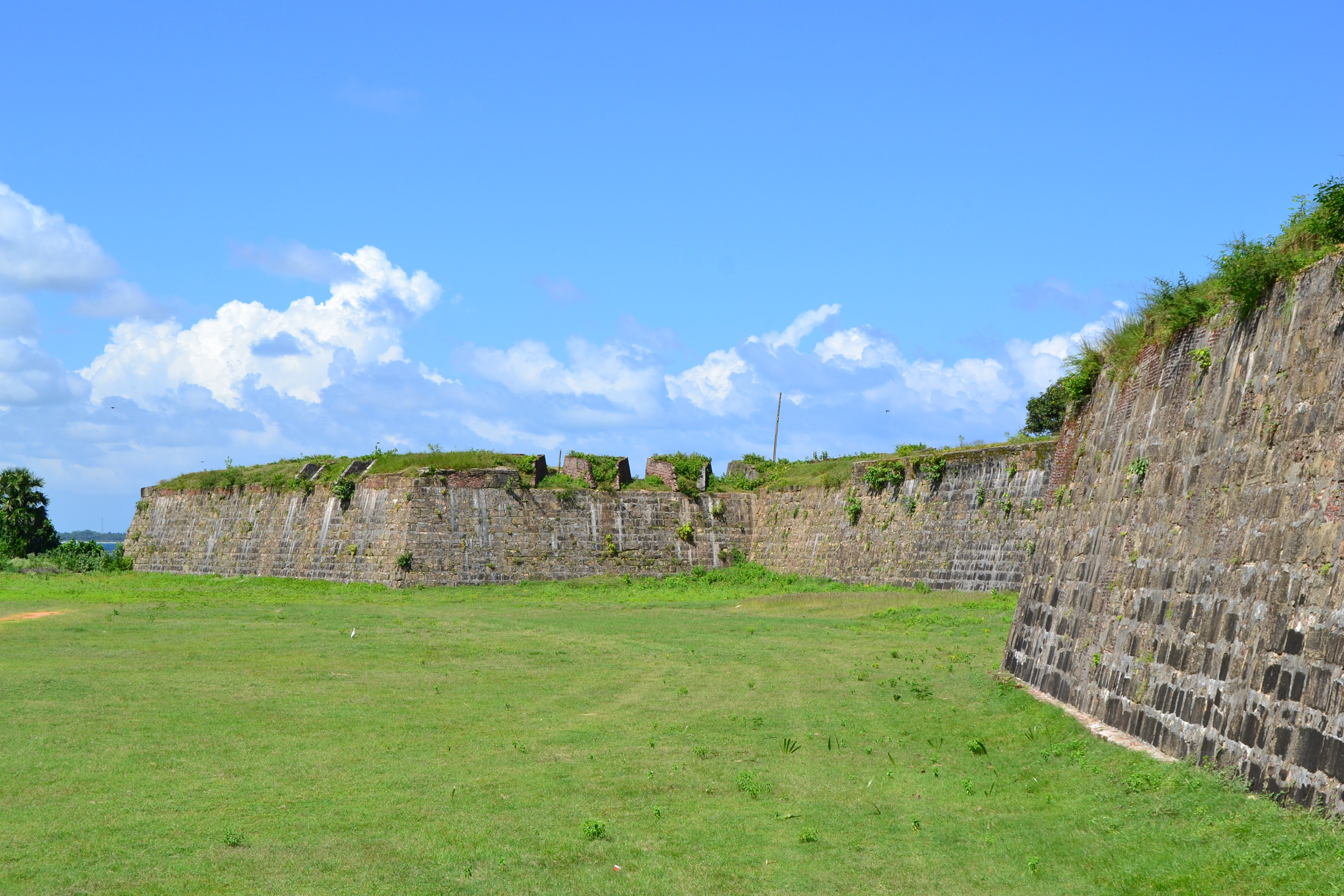
Форт Фредерик

Форт, построенный португальцами, изначально имел треугольную форму. Он получил название форт Тринкомали. Вооружение форта составили пушки, захваченные на датских кораблях. Стены форта были сложены из камней, скреплённых раствором, по углам располагались бастионы, главный из которых получил наименование Санта-Крус. Этот бастион играл ключевую роль в обороне залива. Он располагался на южной стороне перешейка и имел прямой выход к воде. На нём располагалось шесть пушек. Северный край перешейка прикрывал бастион Санто-Антонио, располагавший пятью пушками. Между этими бастионами проходила стена, перекрывавшая перешеек в самом узком месте. Третий, самый мелкий, бастион находился на северной стороне полуострова, на нём было установлено три пушки. С бастионом Санта-Крус его соединяла ещё одна стена, аналогичная первой. До бастиона Сан-Антонио был возведён только небольшой вал, проходивший по вершине морских скал. Склон в этом месте был стёсан португальцами для увеличения крутизны. На более высокой оконечности острова расположилось селение португальских casados и местных жителей общим числом около 45 человек. Вместе с 50 португальскими воинами они составляли гарнизон форта. Воины вместе с командиром жили внутри форта, а командир всего форта, которого назначал король или вице-король, занимал дом в деревне. На одной из карт («Livro das plantas das fortalezas cidades e povoaçois do Estado da India Oriental») также был обозначен четвёртый бастион, стоявший обособленно на скале к югу от форта. Также, по-видимому, перед стеной между главными бастионами имелся ров. Между фортом и заливом имелась ещё одна деревня местных жителей. Вход в форт располагался у южной стены со стороны деревни casados.
На другой карте, составленной Константино де Са-ди-Норонья, форт показан на перешейке, рядом обозначена деревня casados. На карте, озаглавленной «Planta da fortalesa de Trinquilimale», даны имена всех трёх бастионов: Санта-Крус, Санто-Антонио и Сан-Тиаго (Святого Иакова). Внутри форта имеется надпись «Nossa Senhora de Guadalupe», отмечающая церковь Девы Гваделупской. Де Са-ди-Норонья приводит данные о вооружении форта: 16 пушек, 40 солдат и 30 casados. Он характеризует укрепление как неприступное за счёт расположения на высокой скале, а также указывает, что небольшая дополнительная фортификация может превратить его в самое укреплённое место на всём Востоке. Ещё одно описание форта даёт капитан Жоао Рибейро (порт. João Ribeiro): «Треугольная крепость с бастионами на каждом углу, вооружённая десятью железными пушками, построенная на холме вблизи залива Аркос. Внутри форта церковь и склад. Гарнизон составляют 50 солдат во главе с капитаном, также здесь размещаются констебль, casados и капеллан. Меньшая стена имеет длину 75 метров, большая — 150 метров.

### После 1639 года
В 1639 году форт был взят голландским флотом под командованием адмирала Адама Вестервольда. В 1655 году голландцы выстроили на этом месте собственный форт для защиты от британцев и французов. Новое укрепление было переименовано в форт Фредерик. В 1672 году, когда против Нидерландской республики выступили Франция, Британия и два немецких государства, Тринкомали был захвачен французами. Но вскоре им пришлось уйти. Тринкомали имел важное значение благодаря наличию удобной всесезонной стоянки судов. В XVIII веке территория неоднократно переходила из рук в руки: французы вновь захватили полуостров, а затем возвратили Голландской Ост-Индской компании в соответствии с положением Парижского мирного договора 1783 года (соглашение Франции с Нидерландами было окончательно подписано в 1784 году). Но в 1795 году форт захватили Британцы, державшие здесь гарнизон вплоть до 1948 года. Во время Первой и Второй мировых войн форт оснастили орудиями береговой артиллерии. В настоящее время форт находится под контролем Армии Шри-Ланки, однако открыт для публичного доступа.
Полковник Британской Ост-Индской компании Артур Уэлсли, впоследствии 1-й герцог Веллингтон, некоторое время находился в форте Фредерик. Место его пребывания известно как Wellesley Lodge, здесь находится кают-компания 2-го (добровольческого) батальона полка Гаджаба Армии Шри-Ланки.